# Чезе (Изернија)
Чезе је насеље у Италији у округу Изернија, региону Молизе.
Према процени из 2011. у насељу је живело 15 становника. Насеље се налази на надморској висини од 564 м.